# 黎明為您傾情廣東巡迴演唱會
黎明為您傾情廣東巡迴演唱會是香港歌手黎明的個人巡迴演唱會，由百事活娛樂事業有限公司製作，演唱會於1992年11月21日至12月11日期間在中國深圳市、中山市及廣州市舉行，共演出11場。

## 製作概念
《黎明為您傾情廣東巡迴演唱會》的製作和形式跟1992年10月在香港舉行的《黎明一夜傾情演唱會》相同，部份音響等演出器材由香港運往當地，第一站演唱會於深圳體育館舉行，場館原本容可容納約五六千名觀眾，深圳主辦單位在舞台前方及左右兩側增設800張折疊椅，增加可容納人數，會場內設有大型銀幕，用於播放黎明的特寫鏡頭及童年時的照片，9名近身保鏢負責保護黎明的人身安全，場內和場外均有保安人員及公安協助維持秩序；第二站演唱會於中山體育館舉行，場地為露天草地，中山主辦單位從美國訂購價值六百萬元港幣的音樂儀器配合演出，演出期間由公安人員維持秩序；第三站演唱會於廣州天河體育館舉行，由當地的羊城音樂花會主辦。以下是演唱會的演出時間表：
| 演出日期             | 地區   | 演唱場地       | 場數 |
| -------------------- | ------ | -------------- | ---- |
| 1992年11月21日至23日 | 深圳市 | 深圳體育館     | 3場  |
| 1992年11月27日至29日 | 中山市 | 中山體育館     | 3場  |
| 1992年12月5日至9日   | 廣州市 | 廣州天河體育館 | 5場  |

## 反響及迴響

### 票房反應
演唱會門票由百多元至數百元不等，有公眾在演唱會舉行前一個月已經設法購買門票，甚至試圖利用省市有關部門的人事關係去購票，有家長為了替子女購得門票而四處奔波，也有中小學生為了購買門票而花費大量時間，影響了學業成績，門票在演唱會舉行前全部售罄，有未能購得門票的公眾在演唱會舉行當天以高價求票。

### 各界迴響
此演唱會引起當地公眾的關注，黎明在深圳體育館綵排期間不少公眾聞風而至，需由大會保安及公安協助清場，其後在中山體育館綵排時約有千多人觀看，有公眾不顧危險攀爬閘門進場，一些公安和高層亦帶同親友到場觀看綵排。深圳站演唱會在安排座位時情況失控，沒有門票的公眾亦衝入場，除了全場滿座之外，體育館四周的樓梯亦坐滿人，場館的通道亦有幾百名站立的觀眾，黎明擬定滿場走與觀眾接觸的環節因沒有通道可行而取消，只能與舞台前幾排的觀眾握手及跳高與側面樓上的觀眾接觸，有坐在高處的觀眾在黎明換衣服時揭開帳蓬布拍照。傳媒指中山站演唱會出現混亂場面，有人大叫公安打人，也有兒童被擠迫得哭起來，有觀眾在黎明演唱期間衝上台搶走他的眼鏡，在場維持秩序的公安亦聞歌起舞，其中一名公安搶去黎明的咪高峰高聲唱歌，其後由其他公安制止。黎明對自己在演唱會中的表現感到滿意，他希望中國內地的觀眾也能夠分享到好的製作，認為中國是一個有潛力的市場，娛樂事業能夠令社會更加繁榮，並表示他舉辦演唱會的首要目標不是賺錢，而是希望憑個人的能力，透過演唱活動促進中港兩地文化交流，做一些對社會有貢獻的事情，因此主動刪減了歌酬，將資金用於製作方面，同時捐款25萬元給中華文化交流與合作促進會。